# Cemerivți, Ucraina
Cemerivți (în ucraineană Чемерівці) este așezarea de tip urban de reședință a raionului Cemerivți din regiunea Hmelnîțkîi, Ucraina. În afara localității principale, nu cuprinde și alte sate.

## Demografie
Componența lingvistică a așezării de tip urban Cemerivți
     Ucraineană (98,95%)
     Alte limbi (1,05%)
Conform recensământului din 2001, majoritatea populației așezării de tip urban Cemerivți era vorbitoare de ucraineană (98,95%), existând în minoritate și vorbitori de alte limbi.

## Personalități
- Azriel Ianover - scriitor de limba idiș